# NGC 7262
NGC 7262 ist eine linsenförmige Galaxie vom Hubble-Typ S0 im Sternbild Südlicher Fisch. Sie ist schätzungsweise 366 Millionen Lichtjahre von der Milchstraße entfernt.
Das Objekt wurde am 27. September 1834 von John Herschel entdeckt.